# Dagmar Lieblová
Dagmar Lieblová (geboren 19. Mai 1929 in Kutná Hora; gestorben 22. März 2018 in Prag) war eine tschechische Germanistin, Übersetzerin und Holocaustüberlebende.

## Leben
Dagmar Fantlová wuchs in einer tschechisch-jüdischen Familie auf. Sie war die Tochter von Julius Fantl, eines Arztes in Kutná Hora, und seiner Frau Irena; sie hatte eine jüngere Schwester. Zu Hause wurde Tschechisch gesprochen und mit den Großeltern gelegentlich Deutsch.
Am 2. Juni 1942 wurde die Familie in das Ghetto Theresienstadt deportiert. Im Herbst 1942 wurde ihre Großmutter von dort in ein Vernichtungslager deportiert. Dagmar kam in den Mädchenblock L 410. Am 16. Dezember 1943 wurde die Familie in das sogenannte Familienlager im KZ Auschwitz-Birkenau verlegt, wo Dagmar die Häftlingsnummer 70788 eintätowiert wurde. Im Kinderblock traf sie auf Fredy Hirsch. Im Juli 1944 wurde sie als arbeitsfähig selektiert, ihre Familie verblieb im KZ Birkenau und wurde dort ermordet.

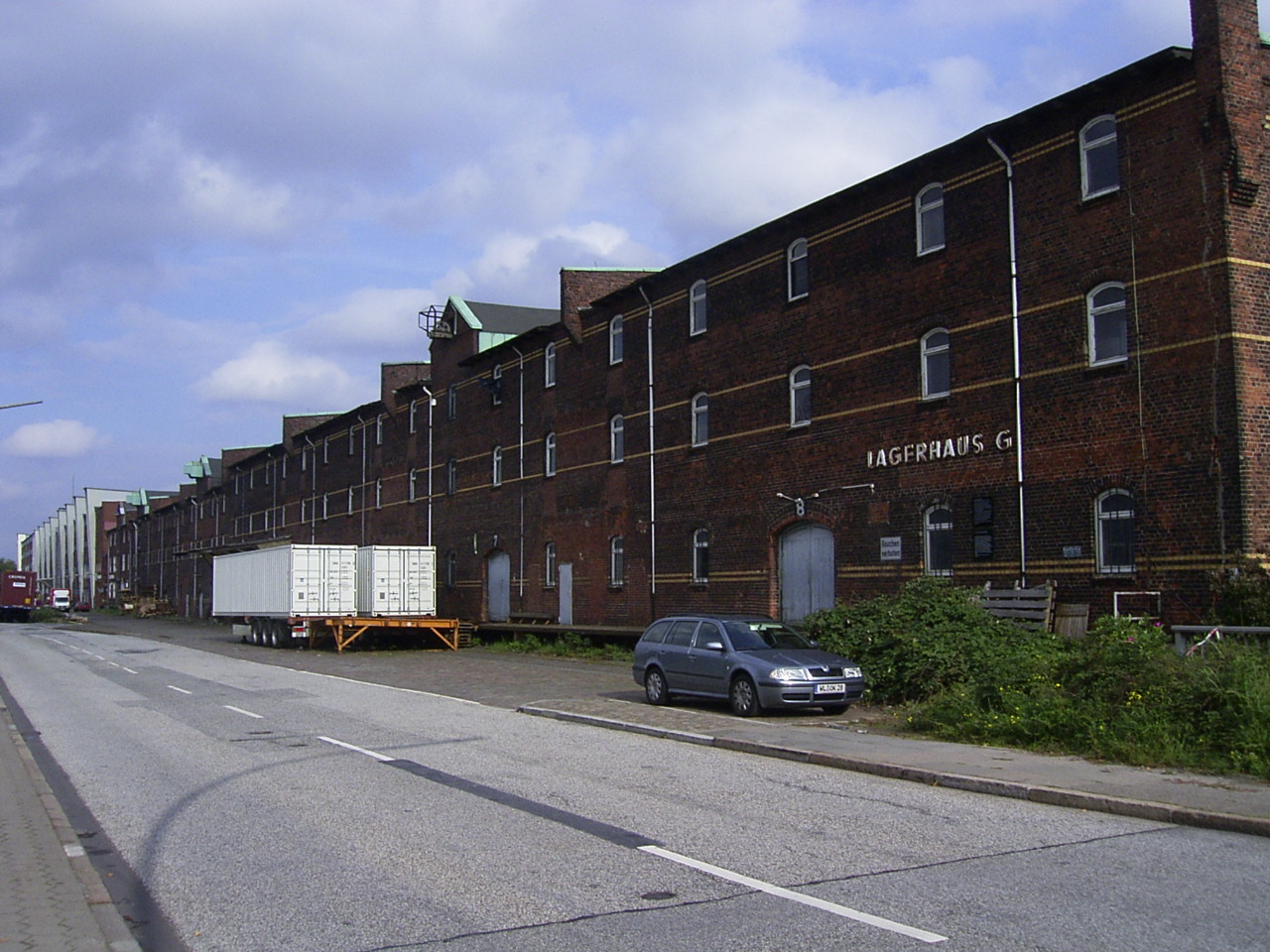
Lagerhaus G in Hamburg, im Oktober 2006

Fantlová kam nach Hamburg in das Außenlager „Dessauer Ufer“ des KZ Neuengamme und leistete dort Zwangsarbeit. Im September 1944 wurde ihre Gruppe nach Neugraben verlegt und im Februar 1945 nach Tiefstack. Ende März 1945 wurden sie in das KZ Bergen-Belsen verlegt und dort am 15. April von britischen Truppen befreit. Ihren 16. Geburtstag beging sie im Krankenrevier, da sie an Fleckfieber erkrankt war. Im Juli 1945 kehrte sie schwerkrank nach Kutná Hora zurück und konnte erst nach weiteren zwei Jahren Sanatoriumsaufenthalt ihre Schulausbildung nachholen und Abitur machen. Ab 1951 studierte sie an der Karls-Universität Prag Tschechische Philologie und Germanistik und wurde promoviert. Sie arbeitete als Mittelschullehrerin und heiratete 1955 den Mathematiker Petr Liebl, sie hatten zwei Töchter und einen Sohn. Lieblová begleitete ihren Mann bei seinen Arbeitsaufenthalten ein Jahr in die Sowjetunion und drei Jahre nach Ghana, wo sie auch arbeitete. Ab 1968 waren sie wieder in Prag. In den Jahren 1974 bis 1991 arbeitete sie am Institut für Dolmetschen und Übersetzen der Philosophischen Fakultät der Karlsuniversität. Seit 1991 widmete sie sich dem freiberuflichen Übersetzen.
Lieblová wurde 2016 zu den Proben von Brundibár in das Teatro Real nach Madrid eingeladen, da sie als Kind im Ghetto Theresienstadt an den Aufführungen der Kinderoper teilgenommen hatte.
Lieblová wurde 2011 mit dem Tomáš-Garrigue-Masaryk-Orden geehrt.

## Schriften (Auswahl)
- Jiří Šourek, Zdeněk Lukeš, Petr Liebl: Prag : Stadtführer durch das 19. und 20. Jahrhundert. Übersetzung Dagmar Lieblová. Artfoto, Prag, 1997
- Jiří Šourek, Hana Bílková: Prag : fotografischer Stadtführer durch Prag. Übersetzung Dagmar Lieblová. Artfoto, Prag, 1998.
- Jiří Šourek, Hana Bílková: Prag : Schätze der Prager Architektur. Übersetzung Dagmar Lieblová. Artfoto, Prag, 2003
- Vojtěch Blodig; Erik Polák; Jana Nováková; Ludmila Chládková: Das Ghetto Museum Theresienstadt. Übersetzung Dagmar Lieblová. Gedenkstätte, Terezín, 1992
- Odborné společenskovědní texty pro překlad z němčiny. Státní pedagogické nakl., Prag, 1977
- Ludmila Chládková: Ghetto Theresienstadt. Übersetzung Dagmar Lieblová. Naše vojsko, Prag,  1995
- František Beneš, Patricia Tošnerová: Die Post im Ghetto Theresienstadt. Mail Service in the Ghetto Terezín 1941–1945. Übersetzung Dagmar Lieblová, Petr Liebl. Profil, Prag, 1996